# Duroia costaricensis
Duroia costaricensis är en måreväxtart som beskrevs av Paul Carpenter Standley. Duroia costaricensis ingår i släktet Duroia och familjen måreväxter.
Artens utbredningsområde är Costa Rica. Inga underarter finns listade i Catalogue of Life.